# As-Saura (poddystrykt)
As-Saura – jedna z 3 jednostek administracyjnych trzeciego rzędu (nahijja) dystryktu As-Saura w muhafazie Ar-Rakka w Syrii.
W 2004 roku poddystrykt zamieszkiwało 69 425 osób. Obejmuje on tylko jedną miejscowość - miasto As-Saura.